# Napo (province)
Pour les articles homonymes, voir Napo.
La province de Napo est une province de l'Équateur traversée par le Río Napo. Sa capitale est Tena. Situé au nord-est du pays, elle a un climat tropical humide.
Plusieurs communautés indigènes, comme les Quichuas, habitent dans cette province. Les habitants sont restés accrochés à leurs traditions et revendiquent leur identité culturelle en employant des matériaux indigènes récoltés dans la forêt tropicale pour réaliser des produits artisanaux faits à la main tels que les shigras (sacs), la céramique, les arcs et les flèches.

## Découpage territorial
La province est divisée en cinq cantons :

Cantons de Napo.

| Canton                      | Superficie (km2) | Population (2010) | Densité (hab./km2) | Chef-lieu           |
| --------------------------- | ---------------- | ----------------- | ------------------ | ------------------- |
| Archidona                   | 3 029            | 24 969            | 8,2                | Archidona           |
| Carlos Julio Arosemena Tola | 501              | 3 664             | 7,3                | Carlos J. Arosemena |
| El Chaco                    | 3 473            | 7 960             | 2,3                | El Chaco            |
| Quijos                      | 1 577            | 3 224             | 2                  | Baeza               |
| Tena                        | 3 904            | 60 880            | 15,6               | Tena                |